# Экономический эффект
Экономический эффект — разность между результатами деятельности хозяйствующего субъекта и произведенными для их получения затратами на изменения условий деятельности.
Различают положительный и отрицательный экономический эффект.

## Положительный эффект
Положительный экономический эффект достигается в случае, когда результаты деятельности предприятия (продукт в стоимостном выражении) превышают затраты. Этот эффект называется прибылью. Для его получения необходимо расширение производства, либо экономия ресурсов на единицу продукта, либо и то, и другое.

## Отрицательный эффект
Если затраты превышают результаты, имеет место отрицательный экономический эффект, то есть убыток.

## Формула расчета
Для расчета экономического эффекта за год используют формулу:
{\displaystyle \mathrm {EE_{y}=E_{y}-E_{nc}*C} ,}
где:
- Ey — годовая экономия, либо результаты, которые достигаются в результате конкретной деятельности;
- Enc — нормативный коэффициент эффективности; постоянная величина, которая зависит от конкретной сферы деятельности;
- C — затраты на конкретную деятельность, для которой подсчитывается экономический эффект.

## Эффективность
В отличие от эффекта (разности результата и использованных ресурсов):
Эффективность — это соотношение между достигнутым результатом и использованными ресурсами.